# Juwana (distriktshuvudort)
Juwana är en distriktshuvudort i Indonesien.   Den ligger i provinsen Jawa Tengah, i den västra delen av landet, 500 km öster om huvudstaden Jakarta. Juwana ligger 8 meter över havet och antalet invånare är 40 177.
Terrängen runt Juwana är mycket platt. Runt Juwana är det tätbefolkat, med 636 invånare per kvadratkilometer. Närmaste större samhälle är Pati, 13,3 km väster om Juwana. Omgivningarna runt Juwana är en mosaik av jordbruksmark och naturlig växtlighet.